# Saison 1 de Frasier
Chronologie
Saison 2
Cet article présente le guide des épisodes de la première saison de la sitcom Frasier.

## Liste des épisodes

### Épisode 1:Un fils exemplaire
- États-Unis : 19 septembre 1993 sur NBC
- Belgique : 1er mars 2012 sur Club RTL
- France : 7 mars 1999 sur Serie Club

### Épisode 2:Besoin d'espace
- États-Unis : 23 septembre 1993 sur NBC
- Belgique : 2 mars 2012 sur Club RTL
- France : 14 mars 1999 sur Serie Club

### Épisode 3:Smoking de rigueur
- États-Unis : 30 septembre 1993 sur NBC
- Belgique : 5 mars 2012 sur Club RTL
- France : 21 mars 1999 sur Serie Club

### Épisode 4:Je déteste Frasier Crane
- États-Unis : 7 octobre 1993 sur NBC
- Belgique : 6 mars 2012 sur Club RTL
- France : 28 mars 1999 sur Serie Club

Joe Mantegna (voix)

### Épisode 5:Par le petit bout de la lorgnette
- États-Unis : 14 octobre 1993 sur NBC
- Belgique : 7 mars 2012 sur Club RTL
- France : 4 avril 1999 sur Serie Club

### Épisode 6:L'Épreuve de force
- États-Unis : 21 octobre 1993 sur NBC
- Belgique : 8 mars 2012 sur Club RTL
- France : 11 avril 1999 sur Serie Club

### Épisode 7:Éthiques en toc
- États-Unis : 28 octobre 1993 sur NBC
- Belgique : 9 mars 2012 sur Club RTL
- France : 18 avril 1999 sur Serie Club

Eddie Van Halen

### Épisode 8:Chère infidèle
- États-Unis : 4 novembre 1993 sur NBC
- Belgique : 12 mars 2012 sur Club RTL
- France : 25 avril 1999 sur Serie Club

### Épisode 9:Déontologie
- États-Unis : 11 novembre 1993 sur NBC
- Belgique : 13 mars 2012 sur Club RTL
- France : 2 mai 1999 sur Serie Club

Joyce Bothers

### Épisode 10:La Rumeur
- États-Unis : 18 novembre 1993 sur NBC
- Belgique : 14 mars 2012 sur Club RTL
- France : 9 mai 1999 sur Serie Club

### Épisode 11:Le médecin est malade
- États-Unis : 2 décembre 1993 sur NBC
- Belgique : 15 mars 2012 sur Club RTL
- France : 16 mai 1999 sur Serie Club

### Épisode 12:Miracle sur la3eou la4erue
- États-Unis : 16 décembre 1993 sur NBC
- Belgique : 16 mars 2012 sur Club RTL
- France : 23 mai 1999 sur Serie Club

### Épisode 13:Devine qui vient petit-déjeuner?
- États-Unis : 6 janvier 1994 sur NBC
- Belgique : 19 mars 2012 sur Club RTL
- France : 30 mai 1999 sur Serie Club

### Épisode 14:On n'achète pas l'amour
- États-Unis : 20 janvier 1994 sur NBC
- Belgique : 20 mars 2012 sur Club RTL
- France : 6 juin 1999 sur Serie Club

### Épisode 15:Pas très psychologue le psy!
- États-Unis : 27 janvier 1994 sur NBC
- Belgique : 21 mars 2012 sur Club RTL
- France : 13 juin 1999 sur Serie Club

### Épisode 16:Lilith, le retour
- États-Unis : 3 février 1994 sur NBC
- Belgique : 22 mars 2012 sur Club RTL
- France : 20 juin 1999 sur Serie Club

### Épisode 17:Songe d'une nuit d'hiver
- États-Unis : 10 février 1994 sur NBC
- Belgique : 23 mars 2012 sur Club RTL
- France : 27 juin 1999 sur Serie Club

### Épisode 18:Et le perdant est...
- États-Unis : 17 février 1994 sur NBC
- Belgique : 26 mars 2012 sur Club RTL
- France : 4 juillet 1999 sur Serie Club

### Épisode 19:Le Fauteuil ou la Vie!
- États-Unis : 17 mars 1994 sur NBC
- Belgique : 27 mars 2012 sur Club RTL
- France : 11 juillet 1999 sur Serie Club

### Épisode 20:La Crise de la quarantaine
- États-Unis : 31 mars 1994 sur NBC
- Belgique : 28 mars 2012 sur Club RTL
- France : 18 juillet 1999 sur Serie Club

### Épisode 21:Sur la route
- États-Unis : 14 avril 1994 sur NBC
- Belgique : 29 mars 2012 sur Club RTL
- France : 25 juillet 1999 sur Serie Club

### Épisode 22:Des auteurs... dramatiques
- États-Unis : 5 mai 1994 sur NBC
- Belgique : 30 mars 2012 sur Club RTL
- France : 1er août 1999 sur Serie Club

### Épisode 23:Congé maladie
- États-Unis : 12 mai 1994 sur NBC
- Belgique : 2 avril 2012 sur Club RTL
- France : 8 août 1999 sur Serie Club

### Épisode 24:Alors heureux?
- États-Unis : 19 mai 1994 sur NBC
- Belgique : 3 avril 2012 sur Club RTL
- France : 15 août 1999 sur Serie Club